# Austrian Ticket
Das Austrian Ticket, vormals Österreichischer Filmpreis, ist eine Auszeichnung, die seit 2008 an jeden österreichischen Film vergeben wird, der über 75.000 Besucher in den österreichischen Kinos erreicht hat.
Vergeben wird der Preis vom Verband der Filmverleih und -vertriebsgesellschaften, der Teil des Fachverbandes der Film- und Musikindustrie (FAMA) ist, sowie dem Fachverband der Lichtspieltheater und Audiovisionsveranstalter. Stichtag für die Jahresfrist, in denen 75.000 Besucher zu erreichen sind, ist jeweils der 1. September. Die Besucherzahlen in den österreichischen Kinos werden von den in Österreich tätigen Filmverleihern bekannt gegeben und vom FAF geprüft.

## Geschichte
Von 1983 bis 2007 vergab die FAMA jährlich den Österreichischen Filmpreis an den meistbesuchten österreichischen Film in Österreich binnen eines Jahres, wobei der Bemessungszeitraum zwischen 1. August eines Jahres und dem 31. Juli des darauffolgenden Jahres lag. Kinobesuche, die vor oder nach dem Messungszeitraum verzeichnet wurden, werden nicht berücksichtigt. Als österreichischer Film galt jeder Film, der zu mehr als 50 % mit österreichischen Geldern finanziert wurde.
Am 1. Oktober 2007 änderte die FAMA die Bezeichnung zu Golden Ticket/Platinum Ticket/Diamond Ticket, die sich besser in die Reihe der übrigen von der FAMA vergebenen Preise einordnet. Diese Preise, vergleichbar mit den Goldenen Schallplatten in der Musikindustrie, werden jährlich an jene Filme vergeben, die mehr als 300.000, 600.000 oder eine Million Besucher in den österreichischen Kinos erreichen. Mit dem Austrian Ticket wurde der vormalige Österreichische Filmpreis namentlich an diese Preise angeglichen und ebenfalls mit einer fixen Besuchergrenze, die es zu überschreiten gilt, versehen. Diese Grenze wurde auf 75.000 festgelegt.
Im März 2009 wurden im Rahmen der Filmreif-Gala die Austrian-Tickets für 2008 (September 2007 bis September 2008) sowie zum Teil auch bereits für 2009, nämlich an Hexe Lilli, obwohl mehrheitlich eine deutsche Produktion und somit gemäß Statuten nicht gewinnberechtigt, und In 3 Tagen bist du tot 2, vergeben.

## Preisträger
Erstmals wurde der Filmpreis im Jahr 1983 vergeben. Empfänger des Preises ist der Filmverleih für Österreich.
- 1983: Die Erben (Regisseur: Walter Bannert; Produktion: Bannert-Film, Monarex Hollywood Corporation; Verleih: Cine-Art)
- 1984: Café Malaria (Regie: Niki List; Produktion: Niki List, Hans Selikovsky; Verleih: Stadtkino)
- 1985: Herzklopfen (Regie: Walter Bannert, Produktion: Bannert-Film; Verleih: Cine-Art)
- 1986: Müllers Büro (Regie: Niki List, Produktion: Wega Film; Verleih: Stadtkino)
- 1987: 38 – Auch das war Wien (Regie: Wolfgang Glück; Produktion: Satel Film, Almaro Film, BR, ORF; Verleih: Constantin Film)
- 1988: Sternberg – Shooting Star (Regie: Niki List; Produktion: Wega Film; Verleih: Stadtkino)
- 1989: Die Skorpionfrau (Regie: Susanne Zanke; Produktion: Satel Film; Verleih: Constantin)
- 1990: Preis nicht vergeben
- 1991: Ilona und Kurti (Regie: Reinhard Schwabenitzky; Produktion: Wega Film; Verleih: Stadtkino)
- 1992: I love Vienna (Regie: Houchang Allahyari; Produktion: Epo-Film; Verleih: Stadtkino)
- 1993: nicht vergeben?[4]
- 1994: Indien (Regie: Paul Harather; Produktion: Dor Film; Verleih: Filmladen)
- 1995: Hasenjagd (Regie: Andreas Gruber; Produktion: Provinz Film; Verleih: Polyfilm)
- 1996: Schlafes Bruder (Regie: Joseph Vilsmaier; Produktion: Dor Film, B. A. Filmproduktion, Iduna Film, Kuchenreuther Film, Perathon Film; Verleih: Constantin)
- 1997: Der Bockerer II – Österreich ist frei (Regie: Franz Antel; Produktion: Terra Film, Epo Film; Verleih: Constantin)[5]
- 1998: Eine fast perfekte Scheidung (Regie: Reinhard Schwabenitzky; Produktion: Star Film; Verleih: Buena Vista)
- 1999: Hinterholz 8 (Regie: Harald Sicheritz; Produktion: Dor Film; Verleih: Filmladen)
- 2000: Wanted (Regie: Harald Sicheritz; Produktion: MR Film; Verleih: Filmladen)
- 2001: Komm, süßer Tod (Regie: Wolfgang Murnberger; Produktion: Dor Film; Verleih: Filmladen)
- 2002: Hundstage (Regie: Ulrich Seidl; Produktion: Allegro Film; Verleih: Filmladen)
- 2003: Poppitz (Regie: Harald Sicheritz; Produktion: Dor Film; Verleih: Filmladen)
- 2004: MA 2412 – Die Staatsdiener (Regie: Harald Sicheritz; Produktion: MR Film; Verleih: Filmladen)
- 2005: Silentium (Regie: Wolfgang Murnberger; Produktion: Dor Film; Verleih: Filmladen)
- 2006: We Feed the World (Regie: Erwin Wagenhofer; Produktion: Allegro Film; Verleih: Filmladen)
- 2007: In 3 Tagen bist du tot (Regie: Andreas Prochaska; Produktion: Allegro Film; Verleih: Filmladen)

Austrian Ticket:
- 2008:
  - Die Fälscher
  - Let’s Make Money
  - Nordwand
  - Falco – Verdammt, wir leben noch!
  - Echte Wiener – Die Sackbauer-Saga

- 2009:
  - In 3 Tagen bist du tot 2
  - Hexe Lilli – Der Drache und das magische Buch
  - Der Knochenmann
  - Wüstenblume
  - Das weiße Band
  - Plastic Planet
  - Mount St. Elias

- 2010:
  - Die unabsichtliche Entführung der Frau Elfriede Ott
  - Am Anfang war das Licht

- 2011:
  - Der Atem des Himmels
  - Hexe Lilli – Die Reise nach Mandolan
  - Echte Wiener 2 – Die Deppat’n und die Gspritzt’n

- 2012[6]:
  - Atmen
  - Yoko
  - Liebe
  - Die Wand
  - Die Vermessung der Welt

- 2013[7]:
  - Alphabet
  - Bad Fucking

- 2014[8]:
  - Das finstere Tal
  - Die Mamba

- 2015[9]:
  - Streif – One Hell of a Ride
  - Das ewige Leben

- 2016[10]:
  - Wie Brüder im Wind
  - Hilfe, ich hab meine Lehrerin geschrumpft

- 2017[11]:
  - Bauer unser
  - Wilde Maus
  - Toni Erdmann
  - Die beste aller Welten
  - Die Migrantigen

- 2018[12]:
  - Die beste aller Welten
  - Hilfe, ich hab meine Eltern geschrumpft
  - Arthur & Claire
  - Die grüne Lüge

- 2019[13]:
  - Love Machine
  - Womit haben wir das verdient?

- 2021[14]
  - Die Schule der magischen Tiere

- 2022[15]
  - Rotzbub
  - Geschichten vom Franz
- 2023:[16]
  - Der Fuchs
  - Griechenland
  - Pulled Pork